# Caverna de Movile
A caverna de Movile (em romeno:  Peștera Movile) é uma caverna no condado de Constanţa, na Roménia, descoberta por Cristian Lascu em 1986. Está a poucos quilómetros da costa do Mar Negro. É notável pelo seu ecossistema de água subterrânea único no mundo, que se caracteriza por níveis elevados de sulfeto de hidrogénio (H2S), de amónia (NH3) e de dióxido de carbono (2–3.5% CO2 na atmosfera da caverna e 0.03% CO2 ao ar livre), mas muito baixos de oxigénio. O nível de oxigénio está entre um terço e metade do que se encontra ao ar livre (7–10% O2 na atmosfera da caverna, e 21% O2 ao ar livre). Há ainda cerca de 1% a 2% de metano (CH4).
A vida da caverna está separada do mundo exterior desde há 5,5 milhões de anos, e está baseada totalmente em quimiossíntese em vez de fotossíntese.
Até agora foram descobertas 48 espécies na caverna, entre lesmas, insetos, aranha e escorpiões, das quais 33 são endémicas.
O acesso é reservado.